# بروم، استرالیای غربی
بروم، استرالیای غربی (به انگلیسی: Broome) یک شهرک در استرالیا است که در استرالیای غربی واقع شده‌است.